# 八尾市立曙川小学校
八尾市立曙川小学校（やおしりつ あけがわしょうがっこう）は、大阪府八尾市にある公立小学校。

## 沿革
- 1873年6月6日 - 第二大区三小区37番小学として創立
- 1874年8月 - 八尾木小学校に改称
- 1881年11月26日 - 八尾郡役所部内第四学区八尾木小学校に改称
- 1887年4月 - 八尾木尋常小学校に改称
- 1909年4月 - 大阪府中河内郡曙川尋常小学校に改称
- 1924年4月1日 - 大阪府中河内郡尋常高等小学校に改称
- 1941年4月1日 - 大阪府中河内郡曙川国民学校に改称
- 1947年4月1日 - 大阪府中河内郡曙川村立小学校に改称
- 1955年4月3日 - 八尾市立曙川小学校に改称
- 1972年9月1日 - 八尾市立刑部小学校を分離
- 1978年4月1日 - 八尾市立曙川東小学校を分離

## 交通
- 最寄り駅は近鉄大阪線 恩智駅。JR大和路線 志紀駅も徒歩圏内である。